# Тост Мелба
Тост Мелба, тост Мельба (англ. Melba toast, фр. Croutes en dentelle) — хрустящие ломтики сухаря, которые часто подают с супом и салатом или намазывают плавленым сыром, либо паштетом. Назван в честь Нелли Мелба, сценического псевдонима австралийской оперной певицы Хелен Портер Митчелл. Считается, что название датируется 1897 годом, когда певица была очень больна и тосты стали одним из основных продуктов её диеты. Рецепт был создан для неё шеф-поваром Огюстом Эскофье, который был её поклонником и также придумал для неё десерт Персик Мелба. Владелец отеля Сезар Риц якобы назвал его в разговоре с Эскофье.
Тосты Мелба готовятся путем лёгкого обжаривания ломтиков хлеба на гриле с обеих сторон. Полученный тост затем разрезают вдоль. Эти тонкие ломтики затем возвращаются на гриль неподжаренными сторонами к источнику тепла, в результате чего толщина тостов становится вдвое меньше обычной.
Тосты Мелба также доступны в продаже, когда-то их давали младенцам, у которых режутся зубки, в качестве твердой пищи, которую можно жевать.
Тост получил распространение под влиянием голливудского кинематографа. В 1925 году братья Мейо прописали актрисе Этель Бэрримор «восемнадцатидневную диету». В неё входили тосты Мельба, что сделало их очень популярными в то время. В одном из самых известных романов Агаты Кристи «Смерть на Ниле» (1937) блюдо является атрибутом высшего общества: «Неслышные расторопные официанты накрывали столик. Сухарики „мелба“, масло, ведёрко со льдом — всё, что полагается для первоклассного обеда».